# Centro de Operaciones Conjuntas
El Centro de Operaciones Conjuntas (CEOPECON) fue un organismo conjunto de las Fuerzas Armadas creado el 24 de mayo de 1982 durante la Guerra de las Malvinas. Fue impuesto por resolución del Comité Militar, integrando el comandante del V Cuerpo de Ejército, general de división Osvaldo Jorge García, el comandante del Teatro de Operaciones del Atlántico Sur, vicealmirante Juan José Lombardo y el comandante Aéreo Estratégico, brigadier mayor Hellmuth Conrado Weber.

## Reseña
Por las grandes dificultades de coordinación entre los comandos operativos de las Fuerzas Armadas, el Comité Militar resolvió su creación. Así, la estructura quedó integrada por el comandante del V Cuerpo, general Osvaldo Jorge García, y el comandante del Teatro de Operaciones del Atlántico Sur (TOAS), vicealmirante Juan José Lombardo y el comandante Aéreo Estratégico, brigadier mayor Hellmuth Conrado Weber (iguales grados pero con mayor antigüedad García).
Su actuación durante la guerra fue inocua en las operaciones de combate. Impartió órdenes del Cte J Ej apartándose del comportamiento esperable a un organismo conjunto y al integrar al TOAS en su estructura solo empeoró las condiciones para la correcta conducción de la guerra, afirma el llamado "Informe Rattenbach".

## Comandantes
- General de división Osvaldo Jorge García
- Vicealmirante Juan José Lombardo
- Brigadier mayor Hellmuth Conrado Weber